# Resolutie 1761 Veiligheidsraad Verenigde Naties
Resolutie 1761 van de Veiligheidsraad van de Verenigde Naties werd unaniem aangenomen
op 20 juni 2007 en verlengde de groep van experts die toezag op de sancties tegen
Ivoorkust en de illegale wapenhandel naar dat land onderzocht tot 31 oktober.

## Achtergrond
In 2002 brak in Ivoorkust een burgeroorlog uit tussen de regering in het
christelijke zuiden en rebellen in het islamitische noorden van het land.
In 2003 leidden onderhandelingen tot de vorming van een regering van nationale eenheid en waren er
Franse- en VN-troepen aanwezig. In 2004 zegden de rebellen hun
vertrouwen in de regering op en namen opnieuw de wapens op. Op 6 november kwamen bij Ivoriaanse
luchtaanvallen op de rebellen ook 9 Franse vredeshandhavers om. Nog diezelfde dag vernietigden de Fransen de gehele
Ivoriaanse luchtmacht, waarna ongeregeldheden uitbraken in de hoofdstad Abidjan.

## Inhoud
De Veiligheidsraad:
- Herinnert aan zijn vorige resoluties over de situatie in Ivoorkust.
- Herinnert aan het eindrapport van de groep van experts.
- Bepaald dat de situatie in Ivoorkust de internationale vrede en veiligheid in de regio blijft bedreigen.
- Handelend onder hoofdstuk VII van het Handvest van de Verenigde Naties.

1. Beslist het mandaat van de groep van experts — die de illegale wapenhandel naar Ivoorkust onderzocht — te verlengen tot 31 oktober 2007.
2. Vraagt de experts voor 15 oktober verslag uit te brengen over de uitvoering van de sancties die met resolutie 1572 en 1643 waren opgelegd.
3. Besluit actief op de hoogte te blijven.

## Verwante resoluties
- Resolutie 1727 Veiligheidsraad Verenigde Naties (2006)
- Resolutie 1739 Veiligheidsraad Verenigde Naties
- Resolutie 1763 Veiligheidsraad Verenigde Naties
- Resolutie 1765 Veiligheidsraad Verenigde Naties

Lijst ·  1739 ·  1740 ·  1741 ·  1742 ·  1743 ·  1744 ·  1745 ·  1746 ·  1747 ·  1748 ·  1749 ·  1750 ·  1751 ·  1752 ·  1753 ·  1754 ·  1755 ·  1756 ·  1757 ·  1758 ·  1759 ·  1760 ·  1761 ·  1762 ·  1763 ·  1764 ·  1765 ·  1766 ·  1767 ·  1768 ·  1769 ·  1770 ·  1771 ·  1772 ·  1773 ·  1774 ·  1775 ·  1776 ·  1777 ·  1778 ·  1779 ·  1780 ·  1781 ·  1782 ·  1783 ·  1784 ·  1785 ·  1786 ·  1787 ·  1788 ·  1789 ·  1790 ·  1791 ·  1792 ·  1793 ·  1794